# Dyacopterus rickarti
Dyacopterus rickarti är ett däggdjur i familjen flyghundar som förekommer på Filippinerna. Arten beskrevs 2007 av Helgen et al.
Denna flyghund förekommer på öarna Luzon och Mindanao som tillhör Filippinerna. Den är större än de andra två arterna i samma släkte och den skiljer sig även i detaljer av skallen konstruktion.
Arten är med svans 148 till 173 mm lång och den väger 138 till 148 g. Den har en 18 till 29 mm lång svans och 91 till 96 mm långa underarmar. Den korta pälsen på ovansidan samt på huvudet är mörk gråbrun och undersidan är lite ljusare. Huvudet kännetecknas av en robust nos och fyra framtänder i överkäken samt underkäken.
Flyghunden vistas i fuktiga bergsskogar mellan 1260 och 1680 meter över havet. Troligen flyger arten över trädens kronor för att nå födan. En upphittad hona var dräktig med en unge.
Arten anses inte vara sällsynt trots enstaka fynd. Den listas inte än av IUCN.